# Linguiça

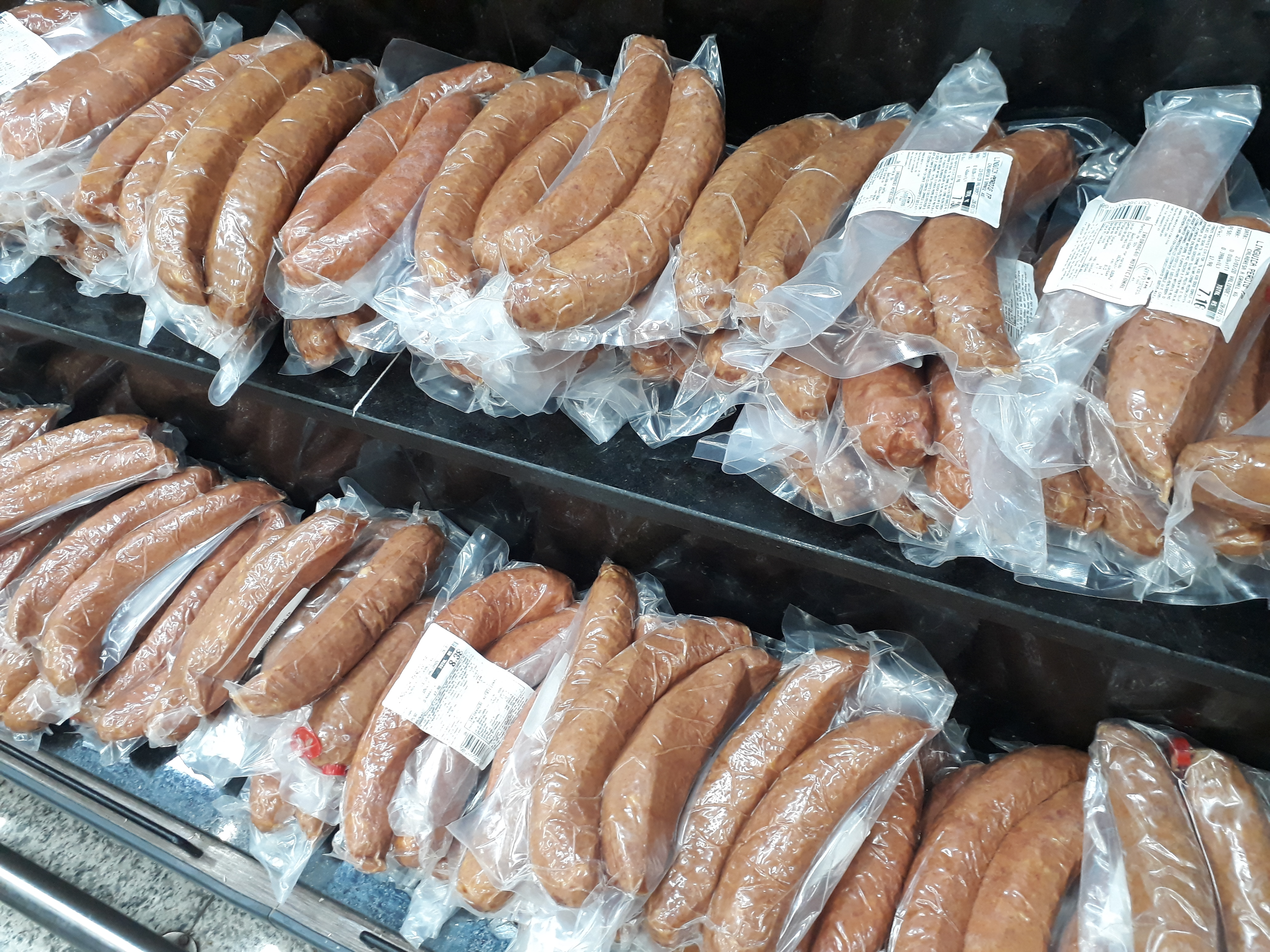
Linguiças en Ponta Grossa, Paraná, Brasil

La linguiça (FO 1943, lingüiça /lĩɡwisɐ/) o salchicha portuguesa es una salchicha de cerdo de origen portugués sazonada con ajo y pimentón y humo. La carne también puede ser de pollo, cordero, res o incluso productos del mar. Se puede consumir fresco tras haber sido preparada, o someterse a un proceso de curación y conservación mediante ahumado.
Además de Portugal, las Azores y Brasil, la linguiça también es popular en Goa (una antigua colonia portuguesa en India), en los Estados Unidos, donde se vende como Portuguese sausage, así como Okinawa, Japón. En Brasil, una de las más conocidas es la linguiça de Curitiba. En las islas Ryukyu se conoce como ringuīsa (リングィーサ) o más comúnmente como pochiguií (ポチギ; calcado de la pronunciación inglesa de Portuguese), también se hacen con cerdo, y en general son picantes. Fue llevado a Provincetown y otros lugares de Massachusetts por inmigrantes portugueses.
Es similar al chouriço, y ambos embutidos se diferencian de su contraparte española por contener generalmente menos grasa.